# العلاقات الأسترالية السريلانكية
العلاقات الأسترالية السريلانكية هي العلاقات الثنائية التي تجمع بين أستراليا وسريلانكا.

## مقارنة بين البلدين
هذه مقارنة عامة ومرجعية للدولتين:
| وجه المقارنة                                              | أستراليا                                   | سريلانكا                         |
| --------------------------------------------------------- | ------------------------------------------ | -------------------------------- |
| المساحة (كم2)                                             | 7.69 مليون                                 | 65.61 ألف                        |
| عدد السكان (نسمة)                                         | 24.51 مليون                                | 21.44 مليون                      |
| الكثافة السكانية (ن./كم²)                                 | 3.19                                       | 326.78                           |
| العاصمة                                                   | كانبرا، ملبورن                             | سري جاياواردنابورا كوتي، كولمبو  |
| اللغة الرسمية                                             | لغة إنجليزية                               | اللغة السنهالية، اللغة التاميلية |
| العملة                                                    | دولار أسترالي، جنيه إسترليني، جنيه أسترالي | روبية سريلانكي                   |
| الناتج المحلي الإجمالي (بليون دولار)                      | 1.32 تريليون                               | 87.17 مليار                      |
| الناتج المحلي الإجمالي (تعادل القوة الشرائية) بليون دولار | 1.10 تريليون                               | 246.62 مليار                     |
| الناتج المحلي الإجمالي الاسمي للفرد دولار أمريكي          | 56.31 ألف                                  | 3.93 ألف                         |
| الناتج المحلي الإجمالي للفرد دولار أمريكي                 | 45.92 ألف                                  | 11.11 ألف                        |
| مؤشر التنمية البشرية                                      | 0.939                                      | 0.757                            |
| رمز المكالمات الدولي                                      | +61                                        | +94                              |
| رمز الإنترنت                                              | .au                                        | .lk،                             |
| المنطقة الزمنية                                           |                                            | ت ع م+05:30                      |

## منظمات دولية مشتركة
يشترك البلدان في عضوية مجموعة من المنظمات الدولية، منها:
| علم المنظمة | اسم المنظمة                               | تاريخ انضمام أستراليا | تاريخ انضمام سريلانكا |
| ----------- | ----------------------------------------- | --------------------- | --------------------- |
|             | منظمة التجارة العالمية                    | ?                     | ?                     |
|             | الاتحاد البريدي العالمي                   | ?                     | ?                     |
|             | منتدى آسيان الإقليمي ‏                     | ?                     | ?                     |
|             | دول الكومنولث                             | ?                     | 1948                  |
|             | يونسكو                                    | 4 نوفمبر 1946         | 14 نوفمبر 1949        |
|             | مؤسسة التمويل الدولية                     | 20 يوليو 1956         | 20 يوليو 1956         |
|             | المركز الدولي لتسوية المنازعات الاستشارية | 1 يونيو 1991          | 11 نوفمبر 1967        |
|             | بنك التنمية الآسيوي                       | 1966                  | 1966                  |
|             | منظمة حظر الأسلحة الكيميائية              | ?                     | ?                     |
|             | مؤسسة التنمية الدولية                     | 24 سبتمبر 1960        | 27 يونيو 1961         |
|             | وكالة ضمان الاستثمار متعدد الأطراف        | 10 فبراير 1999        | 27 مايو 1988          |
|             | الاتحاد الدولي للاتصالات                  | 27 مايو 1878          | 1897                  |
|             | منظمة الشرطة الجنائية الدولية             | ?                     | ?                     |
|             | الأمم المتحدة                             | 1 نوفمبر 1945         | 14 ديسمبر 1955        |
|             | البنك الدولي للإنشاء والتعمير             | 5 أغسطس 1947          | 29 أغسطس 1950         |
|             | المنظمة الهيدروغرافية الدولية             | ?                     | ?                     |

## أعلام
هذه قائمة لبعض الشخصيات التي تربطها علاقات بالبلدين:
- أندرو دي سيلفا (مغني أسترالي، 23 نوفمبر 1974 – )
- جوي سباستيان (26 أكتوبر 1981[29][30][31] – )
- جيمي يونغ (لاعب كرة قدم أسترالي، 25 أغسطس 1985[32] – )
- ديانا بيريرا هاي (ملحنة دنماركية، 20 فبراير 1932 – )
- ديزموند كيلي (مغني أسترالي، 1936 – )
- كاندي ديفين (مغنية أسترالية، 4 سبتمبر 1956 – )
- كونراد فرنسيس (سبّاح سريلانكي، 8 أغسطس 1981 – )
- مالكولم بولنر (ملاكم سريلانكي، 9 يوليو 1944 – )

## وصلات خارجية
- موقع وزارة الخارجية الأسترالية
- موقع وزارة الخارجية السريلانكية